# Sukma (Distrikt)
Der Distrikt Sukma (Hindi: सुकमा जिला) ist ein Distrikt des indischen Bundesstaates Chhattisgarh. 
Verwaltungszentrum ist der Ort Sukma. Bis 2012 gehörte das Gebiet zum Distrikt Dantewada. Der Distrikt Sukma ist überwiegend von Adivasi bevölkert.

## Geografie
Der Distrikt Sukma liegt im äußersten Süden Chhattisgarhs an der Grenze zu den Nachbarbundesstaaten Odisha und Andhra Pradesh. Nachbardistrikte sind Bijapur im Westen, Dantewada im Nordwesten, Bastar im Nordosten (alle Chhattisgarh), Malkangiri (Odisha) im Osten und Khammam (Andhra Pradesh) im Süden.
Die Fläche des Distrikts Sukma beträgt 5.636 Quadratkilometer. Er ist in die drei Tehsils Konta, Sukma und Chhindgarh unterteilt. Die Landschaft ist hügelig, ein großer Teil des Distriktsgebiets ist dicht bewaldet und unzugänglich. Der Fluss Sabari, ein Zufluss des Godavari, fließt durch den Distrikt Sukma und bildet streckenweise die Grenze zu Odisha.

## Geschichte
Das Gebiet des heutigen Distrikts Sukma gehörte während der britischen Kolonialzeit zum Fürstenstaat Bastar. Nach der indischen Unabhängigkeit 1947 wurde der ehemalige Fürstenstaat zum Distrikt Bastar der Central Provinces, aus denen 1956 der Bundesstaat Madhya Pradesh hervorging. 1998 kam das Gebiet von Sukma zum neugegründeten Distrikt Dantewada. Im Jahr 2000 wurde es zu einem Teil des Bundesstaates Chhattisgarh, der aus dem Ostteil Madhya Pradeshs gebildet wurde. Als eigenständiger Distrikt wurde der Distrikt Sukma am 16. Januar 2012 aus dem Distrikt Dantewada gelöst.
Der Distrikt Sukma gehört zu den am stärksten vom Aufstand der maoistischen Rebellen (Naxaliten) betroffenen Distrikten. Ein großer Teil des Distriktgebiets steht faktisch unter der Kontrolle der Maoisten. Im April 2010 überfielen die Naxaliten nahe dem Dorf Tarmetla im Gebiet des heutigen Distrikts Sukma in einem der heftigsten Anschläge seit Beginn des Aufstandes einen Militärkonvoi und töteten 75 Soldaten. Im April 2012 wurde der Distriktsvorsteher (collector) von Sukma, Alex Paul Menon, von Maoisten entführt und 13 Tage in Geiselhaft gehalten.

## Bevölkerung
Der Distrikt Sukma ist nur dünn besiedelt. Auf Grundlage der Ergebnisse der Volkszählung 2001 hat der Distrikt 249.841 Einwohner. Dies entspricht einer Bevölkerungsdichte von 44 Einwohnern pro Quadratkilometer. Die Mehrzahl der Einwohner des Distrikts Dantewada gehört der indigenen Bevölkerung (Adivasi) an: Rund 70,5 Prozent der Bevölkerung werden als Angehörige der Stammesbevölkerung (scheduled tribes) gezählt. Die größte Gruppe sind dabei die Gond, eine kleinere Minderheit stellen die Halba.